# Mogens Wahl
Mogens Erik Wahl (* 20. Oktober 1918 in Kopenhagen; † 9. August 1986) war ein dänischer Verwaltungsbeamter, der unter anderem von 1961 bis 1972 Reichsombudsmann auf den Färöern war und 1972 Kabinettssekretär von Königin Margrethe II.

## Leben
Mogens Erik Wahl, Sohn des Königlichen Kommissars und Kammerherrn Harald Einar Wahl (1880–1960) und dessen Ehefrau Sophie Leschly (1884–1935), absolvierte ein Studium der Rechtswissenschaften, das er 1943 mit einem candidatus juris beendete. Im Anschluss war er mehrere Jahre Mitarbeiter im Innenministerium (Indenrigsministeriet) sowie zwischen 1954 und 1961 Sekretär des Kooperationsverbandes der Gemeindevorstände (De samvirkende sognerådforeningen) und zugleich von 1959 bis 1961 Chefredakteur der Sognerådstidende, der Zeitung dieses Verbandes.
Als Nachfolger von Niels Elkær-Hansen wurde Wahl 1961 zum Reichsombudsmann auf den Färöern ernannt und damit Vertreter des Königreichs Dänemark auf den weitgehend autonomen Färöer-Inseln im Nordatlantik. Er bekleidete dieses Amt elf Jahre lang bis 1972 und wurde daraufhin von Leif Groth abgelöst. Als Reichsombudsmann war er Vorstandsvorsitzender der Krankenhäuser in Tórshavn, Klaksvík und Suðuroy, des Schulrats und der Kircheninspektion sowie anderer Institutionen. Während seiner Amtszeit auf den Färöer-Inseln kümmerte er sich um die Interessen der Inseln, zeigte Verständnis für die nationalen Besonderheiten der Färöer und erlangte daher auch auf den Färöer-Inseln Respekt.
Nach Beendigung seiner Amtszeit wurde Mogens Wahl 1972 der Titel eines Kammerherrn (Kammerherre) verliehen und nach der Krönung von Königin Margrethe II. zum Kabinetts- und Ordenssekretär (Kabinetssekretær og ordenssekretær) ernannt. Er wurde 1973 Mitglied des Bankenrates der Danske Bank und zugleich Vorstandsmitglied des Kunstmuseums Ny Carlsberg Glyptotek. Darüber hinaus wurde er 1983 auch Direktor der Chronologischen Sammlung der dänischen Könige (De Danske Kongers Kronologiske Samling) im Schloss Rosenborg und Vorstandsvorsitzender des Nationalhistorischen Museums (Det Nationalhistoriske Museum) im Schloss Frederiksborg. Für seine Verdienste wurde er zum Ritter sowie Kommandeur 1. Grades des Dannebrogordens ernannt.
Wahl heiratete am 28. Dezember 1948 in Kopenhagen die Hofdame Warwara „Wawa“ Danielowna Myschetsky (1920–2006), Tochter des kaiserlich-russischen Diplomaten Daniel Petrowitsch Myschetzky (1891–1981) und Vera Gotovzoff (1894–1964), die zudem eine Enkelin von Generalleutnant Pjotr Nikolajewitsch Myschetzky (1858–1925) und Schwester des Psychiaters Andrej Danielowitsch Myschetzky (1917–2017) war. Nach seinem Tode wurde er auf dem Alten Friedhof von Frederiksberg beigesetzt.